# Matricariinae
Matricariinae (лат.) — подтриба цветковых растений трибы Пупавковые (Anthemideae) подсемейства Астровые (Asteroideae) семейства Астровые (Asteraceae). Включает пять родов.
Название подтрибы на русский язык может быть переведено как «Ромашковые».

## Роды
- Achillea L. — Тысячелистник
- Anacyclus L. — Анациклус, или Анациклюс, или Слюногон
- Heliocauta Humphries
- Matricaria L. — Ромашкаtypus
- Otanthus Hoffmanns. & Link